# Tipula micheneri
Tipula micheneri är en tvåvingeart som beskrevs av Alexander 1944. Tipula micheneri ingår i släktet Tipula och familjen storharkrankar. Inga underarter finns listade i Catalogue of Life.